# Charles Borély
Pour les articles homonymes, voir Borély.
Charles Borély, né le 3 mars 1817 à Montpellier, et mort le 7 septembre 1884 à Amiens, est un peintre et conservateur de musée français.

## Biographie
Charles Joseph Borély est le fils de Jean Baptiste Borély, peintre, et de Marie Thérèse Delmas.
Élève de Charles Paulin François Matet, puis de Léon Cogniet et de Devéria, il expose au Salon de 1842 à 1869.
Pastelliste et peintre de portraits, il devient le premier conservateur du musée d'Amiens en 1873.
Il meurt célibataire à son domicile à l'âge de 67 ans.

## Œuvres dans les collections publiques
- Amiens, Musée de Picardie :
  - Numa Pompilius s'entretenant avec la nymphe Egérie[6]
  - Portrait de M. Guérard[7]
- Fécamp, Musée des Pêcheries :
  - Scène troubadour : Charles, dauphin de France et Marie de Commines
  - Portrait d'un vieux docteur de Rouen[8]
- Péronne, Musée Alfred-Danicourt :
  - Portrait de Marie-Julie-Francine Rougier de Joinville, épouse Gonnet[9]
  - Portrait de Marie-Louise Rougier de Joinville, épouse D'Ournel de Bonnival[10]
  - Portrait de Louise Masse de Combles, épouse Rougier de Joinville[11]
  - Portrait de Charles-François Rougier de Joinville[12]
  - Portrait de Daniel-Fursy-Robert d'Ournel de la Guittonnière[13]

## Œuvres exposées aux Salons parisiens
- Numa Pompilius s'entretenant avec la nymphe Egérie, au Salon de 1842
- Portrait de M. Fromentin, au Salon de	1844
- Le joueur de flageolet, au Salon de 1845
- Portrait de M. Lebrun, architecte, au Salon de 1845, pastel
- Portrait de Mme *, au Salon de 1846
- Portrait de M. Bélu, inspecteur divisionnaire des ponts-et-chaussées, au Salon de	1847
- Portrait de Mme , au Salon de 1848, pastel
- Portrait de l’auteur, au Salon de	1869